# Stuart Samuel (Physiker)
Stuart Alan Samuel (* 8. August 1953 in Buffalo (New York)) ist ein US-amerikanischer theoretischer Physiker.

## Leben
Samuel studierte Mathematik an der Princeton University mit dem Bachelor-Abschluss 1975 magna cum laude und wurde 1979 an der University of California, Berkeley in Physik promoviert.  Als Post-Doktorand war er 1979 bis 1983 am Institute for Advanced Study. 1985/86 war er Gastwissenschaftler am CERN. Er war 1981 bis 1984 Assistant Professor an der Columbia University und danach bis 2000 Professor am City College of New York.

## Werk
Mit Alan Kostelecky entwickelte er die Theorie von die Lorentz-Symmetrie brechenden Termen in der sogenannten Standardmodellerweiterung (SME). Als Beispiel konstruierten sie ein effektives Modell der Quantengravitation mit einem Vierervektor-Potential als Hintergrundfeld (Bumblebee Model).
2003 zeigte er, dass die {\displaystyle {\frac {v}{c}}} Korrekturen zur Shapiro-Verzögerung zu klein sind, um in einem Experiment der Beobachtung von Quasar-Licht nahe Jupiter gemessen zu werden und Hinweise auf die Geschwindigkeit der Gravitationsausbreitung zu geben.
Er befasste sich mit Stringtheorie, Quantenchromodynamik und deren Behandlung als  Gittereichtheorie und entwickelte eine supersymmetrische Variante von Technicolor (Bosonic Technicolor).  Mit Julius Wess untersuchte er spontanen Bruch der Supersymmetrie in supersymmetrischen Erweiterungen des Standardmodells. Sie kamen zu dem Schluss, dass außer dem Higgsboson des Standardmodells mindestens zwei weitere neutrale Higgs und ein geladenes Higgs vorhanden sein sollten. Findet man mehrere (neutrale) Higgs wäre das nach Wess und Samuel ein Hinweis auf Supersymmetrie.
Mitte der 1980er Jahre erhielt er mit K. J. M. Moriarty frühe Resultate  zum Spektrum von Hadronen (Baryonen, Mesonen, auch Hadronen mit Bottom-Quarks) in der Gitter-Quantenchromodynamik, die sich später bis auf einige Ausnahmen als recht gut erwiesen. Eine Ausnahme war das Pion, wo ihre Näherung wegen der spontan gebrochenen chiralen Symmetrie schlecht war. Sie umgingen die Probleme mit der Simulation von Fermionen auf dem Gitter, indem sie diese in erster Näherung als Skalarteilchen behandelten und die Spin-Freiheitsgrade störungstheoretisch behandelten.
Er untersuchte Modelle der statistischen Mechanik mit Methoden aus der Quantenfeldtheorie, zum Beispiel das Ising-Modell als Theorie wechselwirkender Fermionen.
Samuel untersuchte Neutrinooszillationen in einem dichten Neutrino-Gas, wie es im frühen Universum vorlag, und sagte eine Reihe nichtlinearer Effekte voraus.

## Auszeichnungen
Er erhielt 1993 einen Humboldt-Forschungspreis und war 1984 Sloan Research Fellow. 1985 erhielt er einen PACER Award der Control Data Corporation (für seine Arbeit mit Moriarty) und 1988 war er Chester-Davis Fellow der Indiana University.